# Жак Фред Петрус
Жак Фред Петрус (фр. вимова: [ʒak fʁɛd pɛtrys]; 22 лютого 1948 — 8 червня 1987) — бізнесмен із Вест-Індії та піонер музики пост-диско. Більшу частину своєї кар'єри він провів в Італії та США.

## Раннє життя
Народжений у Гваделупі у Французькій Вест-Індії, Петрус працював механіком дизельного двигуна на вантажному судні у віці 15 років. Згодом він поїхав до Парижа, зацікавившись ритм-енд-блюзом і соул-музикою, де з 1968 року працював ді-джеєм у різних клубах, включно з нічним клубом джет-сету Club Saint-Hilaire.
На початку 1970-х років він переїхав до Мілана, Італія, і продовжив діджейувати в різних клубах, включаючи Good Mood. У Болоньї він познайомився зі студентом музики Мауро Малавасі, який став його робочим партнером, головним автором пісень і продюсером, і разом вони створили диско-продюсерську компанію під назвою Goody Music Productions (GMP), заснували студію звукозапису в Болоньї та створили лейбл Goody Music Records.

## Кар'єра
У 1978 році Петрус і Малавасі запустили свій перший студійний проект під назвою Macho. Послідувала низка релізів під різними іменами, зокрема Elvin Shaad (1978), Peter Jacques band (1979), Revanche (1979), Rudy (альбом із співавтором італійської Goody Music Руді Тревізі), Midnight Gang (1979), ANTI Рок (1980) (італійська версія диско-хіта Ottawan "DISCO"), The Jumpers (1980), Джанні Різо (1980) і Каприз (1980). У 1979 році Петрус об’єднав свою міжнародну музичну діяльність під назвою Little Macho Music, відкривши офіс у Нью-Йорку.
У 1980 році Petrus і Malavasi створили своє фірмове звучання під назвою Change, поєднання євродиско та американського R&B-диско, натхненного Chic, випустивши свій дебютний альбом The Glow of Love. У цьому альбомі Петрус використав двох інших італійських музикантів, басиста Давіде Романі і гітарист Паоло Джаноліо. Романі написав хіти номер один «A Lover's Holiday» та «The Glow of Love» (з вокалом Лютера Вандросса та Джоселін Браун), а також аранжував і диригував усім сетом з Джаноліо. «A Lover's Holiday» займав перше місце в Billboard Hot Dance Club Play протягом дев'яти тижнів, а також альбом отримав сім номінацій на премію «Греммі».

## Смерть
У 1986 році Служба внутрішніх доходів США (IRS) звинуватила Петруса в ухиленні від сплати податків. Петрус призупинив свою діяльність у музичній індустрії та втік спочатку до Італії, потім до Гваделупи.
Петрус був убитий навесні 1987 року на Гваделупі у віці 39 років. Французька поліція повідомила, що Петрус був застрелений вдома на висоті Сен-Фелікс швейцарським озброєним чоловіком, який побився з ним раніше тієї ночі в клубі L'Elysée Matignon у Ле Гозьє, яким Петрус володів.

## Продюсерська дискографія
- A.N.T.I. Rock: single "D.I.S.C.O.", Goody Music, 1980.
- B.B.& Q. Band, The: LP/CD The Brooklyn, Bronx & Queens Band, EMI-Capitol, 1981
  - Singles: "On the Beat", "Starlette", "Time for Love", "Mistakes".
- B.B.& Q. Band, The: LP/CD All Night Long, EMI-Capitol, 1982
  - Singles: "Imagination", "All Night Long (She’s Got the Moves I Like)".
- B.B.& Q. Band, The: LP/CD Six Million Times, EMI-Capitol, 1983
  - Singles: "Keep It Hot", "She's a Woman".
- B.B.& Q. Band, The: LP/CD Genie, Cooltempo/Break/Zyx/Mega, 1985
  - Singles: "Genie", "Dreamer", "On the Shelf", "Riccochet", "Minutes Away", "Main Attraction".
- B.B.& Q. Band, The: LP/CD The Best of B.B.& Q. Band, Italo Heat, 1988.
- B.B.& Q. Band, The: CD Final Collection, Fonte, 2008.
- B.B.& Q. Band, The: CD Greatest Hits & Essential Tracks, Fonte, 2009.
- Caprice: LP Russia, Goody Music, 1980.
  - Singles: "Russia", "Stay Tonight".
- Change: LP/CD The Glow of Love, Goody Music/RFC-Warner Bros., 1980
  - Singles: "A Lover's Holiday", "The Glow of Love", "Searching", "Angel in My Pocket".
- Change: LP/CD Miracles, Goody Music/RFC-Atlantic, 1981
  - Singles: "Paradise", "Hold Tight", "Miracles", "Stop for Love", "Heaven of My Life".
- Change: LP/CD Sharing Your Love, Memory/RFC-Atlantic, 1982
  - Singles: "The Very Best in You", "Hard Times (It's Gonna Be Alright)", "Oh What a Night", "Keep on It", "Sharing Your Love".
- Change: LP/CD This Is Your Time, Memory/RFC-Atlantic, 1983
  - Singles: "Got to Get Up", "This Is Your Time", "Don’t Wait Another Night", "Magical Night".
- Change: LP/CD Change of Heart, Five/RFC-Atlantic, 1984
  - Singles: "Change of Heart", "You Are My Melody", "Say You Love Me Again", "It Burns Me Up".
- Change: LP Greatest Hits, Renaissance International, 1985.
- Change: LP/CD Turn on Your Radio, Renaissance International/RFC-Atlantic, 1985
  - Singles: "Let’s Go Together", "Oh What a Feeling", "Mutual Attraction", "Examination", "Turn on Your Radio".
- Change: CD The Very Best of Change, Rhino-Atlantic, 1998.
- Change: 2CD The Best of Change, Warner Music, 2003.
- Change: 2CD The Final Collection, Fonte, 2007.
- Change: 2CD Greatest Hits & Essential Tracks, Fonte, 2009.
- Elvin Shaad: LP Live for Love, Goody Music, 1978
  - Single: "Live for Love".
- Goody Music Orchestra, The: LP Hits of the World Vol. 1 - Best of Goody, Goody Music, 1980.
- High Fashion: LP/CD Feelin' Lucky, EMI-Capitol, 1982
  - Singles: "Feelin' Lucky Lately", "You're the Winner", "Hold On".
- High Fashion: LP/CD Make Up Your Mind, EMI-Capitol, 1983
  - Single: "Break Up", "Make Up Your Mind".
- Gianni Riso: single "Disco Shy", Goody Music, 1980.
- Jumpers, The: single "Coke and Roll", Goody Music, 1980.
- Kevin Johnson: single "Video Night / Child of Tomorrow" Speed/Sneak Preview, 1984.
- M Like Moon: single "Sunlight", Flarenasch/Ariola, 1984 / Renaissance International, 1985.
- Macho: LP/CD I'm a Man, Goody Music/Prelude, 1978
  - Singles: "I’m a Man", "Hear Me Calling".
- Macho (II): LP/CD Roll, Goody Music, 1980
  - Singles: "Roll", "Mothers Love", "Not Tonight".
- Macho III: single “Kalimba De Luna”, Flarenasch/Five, 1984.
- Midnight Gang: LP Love Is Magic, Goody Music, 1979
  - Singles: "Love Is Magic", "Midnight Game".
- Midnight Gang: single "Holliwood City", Speed, 1984.
- Nobel: single "Turn on Your Radio", Renaissance International, 1985.
- Peter Jacques Band: LP/CD Fire Night Dance, Goody Music/Prelude, 1979
  - Singles: "Walking on Music", "Fire Night Dance", "Devil's Run", "Fly with the Wind".
- Peter Jacques Band: LP/CD Welcome Back, Goody Music, 1980
  - Singles: "Is It It", "Counting on Love (One-Two-Three)", "The Louder", "Mighty Fine".
- Peter Jacques Band: LP/CD Dancing in the Street, Renaissance International/Polydor, 1985
  - Singles: "Going Dancin' Down the Street", "Mexico", "Drive Me Crazy", "This Night".
- Peter Jacques Band: CD The Very Best of Peter Jacques Band, Fonte, 2006.
- Peter Jacques Band: CD Greatest Hits & Essential Tracks, Fonte, 2009.
- Persuader: single "So Decide", Renaissance International, 1985.
- Revanche: LP/CD Music Man, Goody Music/Atlantic, 1979
  - Singles: "Music Man", "Revenge", "You Get High in N.Y.C.", "1979 It's Dancing Time".
- Ritchie Family, The: LP/CD I'll Do My Best, RCA, 1982
  - Singles: "I'll Do My Best (For You Baby)", "Walk with Me", "Alright on the Night".
- Rudy: LP/CD Just Take My Body, Goody Music/Polydor, 1979
  - Singles: "White Room", "Just Take My Body", "Thank You Baby".
- Sherwin: single "State of the Nation", Speed, 1984.
- Silence: LP Goodtime Baby, Memory, 1982
  - Singles: "Midnight Visitors", "No Way".
- Silence 2: LP The Beast in Me, Flarenasch/Five, 1984
  - Single: "The Beast in Me".
- Tato: single "Crazy Boy", Renaissance International, 1985.
- Zinc: LP/CD Street Level, Memory/Jive, 1982
  - Singles: "Street Level", "Punkulation", "Amazon", "I'll Never Stop".
- Zinc: single "I’m Livin' a Life of Love", Jive, 1983.
- Zinc feat. Sherwin: single "Hollywood City", Sneak Preview, 1984.
- Zinc feat. Sherwin: single "State of the Nation", Sneak Preview, 1984.